# Martin Norberg
Martin Norberg, född 16 april 1971 i Kramfors, är en svensk fotograf bosatt i Göteborg. 
Han är känd för sitt arbete med svenska artister, framför allt Broder Daniel. Hans konstnärliga stil har sin bas i klassiskt dokumentärfoto, oftast med analog silverbaserad teknik, men arbetar också i studio. 
I mars 2009 utkom boken When We Were Winning i samarbete med journalisten Klas Ekman, som sammanfattade det 15-åriga fotoprojektet tillsammans med Broder Daniel.